# Troglohyphantes boudewijni
Troglohyphantes boudewijni is een spinnensoort in de taxonomische indeling van de hangmatspinnen (Linyphiidae).
Het dier behoort tot het geslacht Troglohyphantes. De wetenschappelijke naam van de soort werd voor het eerst geldig gepubliceerd in 1974 door Christa L. Deeleman-Reinhold.
Het is een grottensoort die in Montenegro voorkomt. Christa Deeleman-Reinhold noemde de soort naar haar oudste zoon Boudewijn Deeleman, die het eerste specimen samen met zijn vriend Gabriel Simons ving in een grot in de regio rond Titograd in 1971. De kinderen konden in de grot klimmen terwijl de volwassenen daarvoor niet lenig of moedig genoeg waren.